# Onobrychis scrobiculata
Onobrychis scrobiculata är en ärtväxtart som beskrevs av Pierre Edmond Boissier. Onobrychis scrobiculata ingår i släktet esparsetter, och familjen ärtväxter. Inga underarter finns listade i Catalogue of Life.